# 눈이 부시게
《눈이 부시게》는 JTBC에서 2019년 2월 11일부터 2019년 3월 19일까지 방영된 월화 드라마이며 2025년 2월 1일부터 2025년 3월 9일까지 재방영된 토일 드라마이다.

## 줄거리
주어진 시간을 다 써보지도 못하고 젊음을 잃어버린 여자와 누구보다 찬란한 순간을 스스로 내던지고 무기력한 삶을 사는 남자, 같은 시간 속에 있지만 서로 다른 시간을 살아가는 두 남녀의 시간 이탈 판타지 로맨스.

## 제작진

### 연출
- 김석윤 : KBS 2TV 일일 시트콤 《멋진 친구들 1》(공동 연출), KBS 2TV 《슈퍼 TV 일요일은 즐거워》(공동 연출), KBS 2TV 《윤도현의 러브레터》(공동 연출), KBS 2TV 일일 시트콤 《달려라 울엄마》(공동 연출), KBS 2TV 일일 시트콤 《올드 미스 다이어리》(공동 연출), 영화 《올드미스 다이어리 극장판》(감독), 영화 《조선명탐정: 각시투구꽃의 비밀》(감독), JTBC 일일 시트콤 《청담동 살아요》(연출), JTBC 《퀴즈쇼, 아이돌 시사회》(공동 연출), JTBC 《신화방송》(책임 프로듀서), JTBC 《패티김 쇼》(책임 프로듀서), JTBC 《미라클 코리아》(기획), JTBC 《신의 한 수》(책임프로듀서), JTBC 《시트콩 로얄빌라》(연출), JTBC 《대단한 시집》(책임 프로듀서), JTBC 《신화방송》(책임 프로듀서), 영화 《조선명탐정: 사라진 놉의 딸》(감독), 영화 《조선명탐정: 흡혈괴마의 비밀》(감독), JTBC 주말 특별 기획 드라마 《송곳》(연출), JTBC 금토 드라마 《이번 주 아내가 바람을 핍니다》(연출) 등 연출

### 극본
- 이남규: KBS 2TV 《개그콘서트》(공동 집필), KBS 2TV 《폭소클럽》(공동 집필), KBS 2TV 일일 시트콤 《달려라 울엄마》(공동 집필), KBS 2TV 일일 시트콤 《올드 미스 다이어리》(공동 집필), 도서 《올드 미스 다이어리 1, 2권》(집필), tvN 《코미디빅리그》(공동 집필), 영화 《조선명탐정: 각시투구꽃의 비밀》(각본), JTBC 일일 시트콤 《청담동 살아요》(공동 집필), 영화 《조선명탐정: 사라진 놉의 딸》(각본), JTBC 금토 드라마 《이번 주 아내가 바람을 핍니다》(공동 집필), 영화 《조선명탐정: 흡혈괴마의 비밀》(각본) 등 집필

- 김수진 :

## 등장 인물

### 주요 인물
- 김혜자 : 노년 김혜자 역
- 한지민 : 청년 김혜자 역
- 남주혁 : 이준하 역

### 혜자네 집
- 손호준 : 김영수 역 - 혜자의 오빠, 영수방송 크리에이터
- 안내상 : 이대상 역 - 혜자의 아버지, 택시기사
- 이정은 : 문정은 역 - 혜자의 어머니, 미용실 겸 동네사랑방 운영중

### 홍보관
- 김희원 : 김희원 역 - 홍보관 노치원 대표
- 정영숙 : 샤넬할머니(최화영) 역
- 김광식 : 병수 역
- 우현 : 말죽거리 애늙은이(우현) 역
- 정지안 : 연아 역 - 홍보관 직원
- 정진각 : 지팡이 할아버지 역
- 심남 : 쌍둥이 할아버지 역
- 원미원 : 도라에몽 할머니
- 장미자 : 단순 할머니
- 정대홍 : 뽀삐 할아버지

### 혜자의 절친들
- 김가은 : 이현주 역 - 혜자의 모태절친, 중국집 배달부
- 송상은 : 윤상은 역 - 혜자의 절친, 아이돌 지망생

### 준하네 집
- 김영옥 : 준하의 할머니 역
- 김승철 : 준하의 아버지 역

### 그 외 인물
- 전무송 : 홍보관 할아버지 역 (청년 전진우) - 시간을 돌리는 시계 소유자.
- 신서현 : 보이스피싱 여직원 역
- 김복순
- 김광순
- 이복순
- 이승훈
- 하선우
- 서미영
- 이도현
- 최원선
- 백인협
- 나종민
- 송치훈
- 이자령
- 김시호
- 김우현
- 이지혜
- 목규리
- 김용준
- 박시범
- 문우빈
- 강왕수
- 송재생
- 조민국
- 정이재
- 김명희
- 백성식
- 김규도
- 신욱
- 임세운
- 최원
- 이유
- 강정우 : 독산동 핵주먹 역

### 특별출연
- 김기리 : 선배 역
- 현우 : 혜자의 첫사랑 선배 역
- 박수영 : 택시기사 역
- 심희섭 : 의사 역
- 최무성 : 계란 장수 역
- 임창정 : 사기꾼 역
- 김병만 : 차력사 역
- 황정민 : 점쟁이 역
- 윤복희 : 노년 윤상은 역
- 손숙 : 노년 이현주 역

## 촬영지
- 서해수산 힐링캠프
- 명지대학교
- 선녀바위해수욕장
- 송현근린공원
- 문산자유시장
- 원마운트
- 헬로우스프앤커피
- 방화대교
- 인천국제공항
- 분오어판장
- 순천드라마촬영장
- 조계산

## 시청률
최저 시청률과 최고 시청률은 시청률 조사회사와 지역별로 시청률에 차이가 있을 수 있습니다.
| 2019년 | 2019년   | 2019년         | 2019년       | 2019년      |
| 회차   | 방송일   | AGB 시청률     | AGB 시청률   | TNmS 시청률 |
| 회차   | 방송일   | 대한민국(전국) | 서울(수도권) | TNmS 시청률 |
| ------ | -------- | -------------- | ------------ | ----------- |
| 제1회  | 2월 11일 | 3.185%         | 3.535%       | 3.4%        |
| 제2회  | 2월 12일 | 3.188%         | 3.722%       | 3.3%        |
| 제3회  | 2월 18일 | 3.743%         | 4.638%       | 4.3%        |
| 제4회  | 2월 19일 | 5.368%         | 6.092%       | 4.9%        |
| 제5회  | 2월 25일 | 5.834%         | 7.536%       | 5.3%        |
| 제6회  | 2월 26일 | 6.567%         | 8.093%       | 6.1%        |
| 제7회  | 3월 4일  | 5.097%         | 6.301%       | %           |
| 제8회  | 3월 5일  | 8.447%         | 10.831%      | %           |
| 제9회  | 3월 11일 | 7.711%         | 9.438%       | %           |
| 제10회 | 3월 12일 | 7.851%         | 9.500%       | %           |
| 제11회 | 3월 18일 | 8.546%         | 10.669%      | %           |
| 제12회 | 3월 19일 | 9.731%         | 12.083%      | %           |

최저 시청률과 최고 시청률은 시청률 조사회사와 지역별로 시청률에 차이가 있을 수 있습니다.
| 2025년 | 2025년   | 2025년         | 2025년       | 2025년      |
| 회차   | 방송일   | AGB 시청률     | AGB 시청률   | TNmS 시청률 |
| 회차   | 방송일   | 대한민국(전국) | 서울(수도권) | TNmS 시청률 |
| ------ | -------- | -------------- | ------------ | ----------- |
| 제1회  | 2월 1일  | %              | %            | %           |
| 제2회  | 2월 2일  | %              | %            | %           |
| 제3회  | 2월 8일  | %              | %            | %           |
| 제4회  | 2월 9일  | %              | %            | %           |
| 제5회  | 2월 15일 | %              | %            | %           |
| 제6회  | 2월 16일 | %              | %            | %           |
| 제7회  | 2월 22일 | %              | %            | %           |
| 제8회  | 2월 23일 | %              | %            | %           |
| 제9회  | 3월 1일  | %              | %            | %           |
| 제10회 | 3월 2일  | %              | %            | %           |
| 제11회 | 3월 8일  | %              | %            | %           |
| 제12회 | 3월 9일  | %              | %            | %           |

## 수상
- 2019년 제55회 백상예술대상 TV부문 대상 김혜자
- 2019년 제55회 백상예술대상 TV부문 여자 조연상 이정은

## 참고 사항
- 김혜자 일대기에 관련하여 시대를 하지 않고 실제와 관련 없는 가공의 인물으로 밝혔으며 2019년 12월 열린 제 32회 한국방송작가상 드라마 부문 최종 후보에 올랐으나 "단수 집필"[3] 이란 규정에서 미달되어 탈락했다.

- 백상예술대상 수상작 드라마 공백이 약 6주간 생기면서, 매주 목요일 밤에 재방송을 하기도 하였다.

## 같이 보기
- 대한민국의 텔레비전 드라마 목록 (ㄴ)
- 2019년 대한민국의 텔레비전 드라마 목록

## 명대사
- 최종회 혜자(김혜자) 내레이션 中

내 삶은 때론 불행했고, 때론 행복했습니다.
삶이 한낱 꿈에 불과하다지만,
그럼에도 살아서 좋았습니다.
새벽에 쨍한 차가운 공기..
꽃이 피기전 부는 달큼한 바람
해질 무렵 우러나는 노을의 냄새
어느 하루 눈부시지 않은 날이 없었습니다.
지금 삶이 힘든 당신, 이 세상에 태어난 이상
당신은 이 모든 걸 매일 누릴 자격이 있습니다.
대단하지 않은 하루가 지나고,
또 별거 아닌 하루가 온다 해도
인생은 살 가치가 있습니다.
후회만 가득한 과거와 불안하기만 한 미래 때문에 지금을 망치지 마세요. 오늘을 살아가세요.
눈이 부시게.. 당신은 그럴 자격이 있습니다.
누군가에 엄마였고 누이였고. 딸이었고
그리고 나였을 그대들에게...
 영상
| JTBC 월화드라마                                          | JTBC 월화드라마                                 | JTBC 월화드라마                                         |
| 이전 작품                                                | 작품명                                          | 다음 작품                                               |
| -------------------------------------------------------- | ----------------------------------------------- | ------------------------------------------------------- |
| 일단 뜨겁게 청소하라 (2018년 11월 26일 ~ 2019년 2월 4일) | 눈이 부시게 (2019년 2월 11일 ~ 2019년 3월 19일) | 으라차차 와이키키 2 (2019년 3월 25일 ~ 2019년 5월 14일) |

| JTBC 토일드라마                                 | JTBC 토일드라마                 | JTBC 토일드라마                  |
| 이전 작품                                       | 작품명                          | 다음 작품                        |
| ----------------------------------------------- | ------------------------------- | -------------------------------- |
| 옥씨부인전 (2024년 11월 30일 ~ 2025년 1월 26일) | 눈이 부시게 (2025년 2월 1일 ~ ) | 협상의 기술 (2025년 3월 15일 ~ ) |